# Palma Katalinić
Palma Katalinić (Trogir, 14. lipnja 1927. – 13. rujna  2013.), spisateljica za djecu.

## Životopis
Pučku i građansku školu pohađala je u rodnome Trogiru, učiteljsku školu u Splitu, a studirala novinarsko diplomatsku školu u Beogradu. 
Od godine 1954. radi u Zagrebu najprije u redakciji Školskog radija, a od 1960. uređuje školski TV program.
Prve priče za djecu objavila je 1952. godine u Politici. Napisala je četiri romana za djecu i zauzima važno mjesto u razvitku hrvatskoga dječjeg romana.
Sahranjena je u Trogiru.

## Djela
- Djetinjstvo Vjetra kapetana i druge pripovijetke
- Pričanje cvrčka moreplovca
- Snovi na dnu mora
- Dvoje u brodolomu
- Anja voli Petra
- More pod sjevernom zvijezdom
- Golubica

## Vanjske poveznice
- Biblioteka Ceres  Arhivirana inačica izvorne stranice od 5. rujna 2009. (Wayback Machine) - Palma Katalinić